# Manuel Pineda Cuenca
Manuel Pineda Cuenca (Coix, 2 d'agost de 1958) és un metge i polític valencià, diputat a les Corts Valencianes en la IX legislatura.
El 1981 es llicencià en Medicina i Cirurgia per la Universitat de València i doctor per la Universitat d'Alacant en 1995. S'especialitzà en medicina familiar i comunitària i en medicina del treball. De 2002 a 2014 fou professor a l'Escola d'Infermeria a la Universitat d'Alacant i ha treballat al Centre de Salud d'Almoradí
El 1990 ingressà al PSPV-PSOE, del que en fou secretari d'organització a Rafal de 2007 a 2010 i secretari general del Baix Segura des de 2012. Fou escollit alcalde de Rafal a les eleccions municipals espanyoles de 2011, i fou reescollit a les de 2015.
Fou elegit diputat a les eleccions a les Corts Valencianes de 2015.